# NGC 4018
NGC 4018 este o radiogalaxie situată în constelația Părul Berenicei. A fost descoperită în 26 aprilie 1878 de către John Dreyer. Se află la o distanță de 72,6 de megaparseci de Pământ.